# Facesitting

Facesitting : illustration de Francesco Hayez.

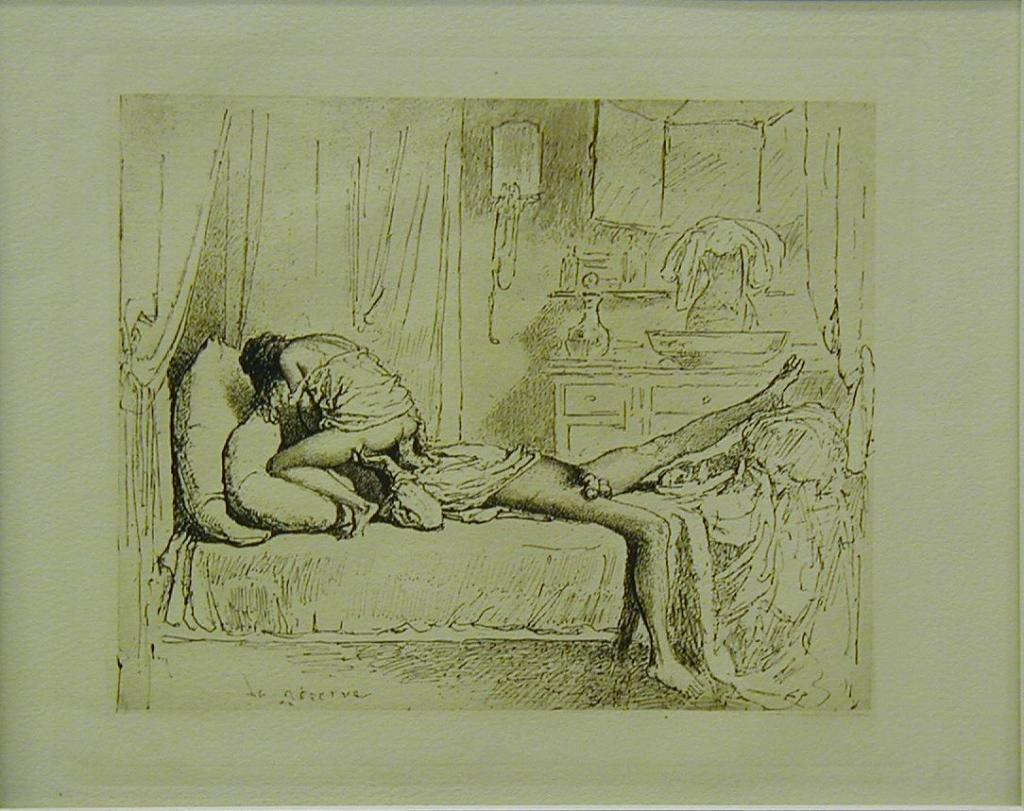
Facesitting : illustration de Mihály Zichy.

Le facesitting (de l'anglais « s’asseoir sur le visage ») est une pratique sexuelle qui consiste à s’asseoir sur le visage de son partenaire, permettant ou forçant typiquement le contact oro-génital ou oro-anal et éventuellement de contrôler, à des fins d'excitation sexuelle, la respiration de la personne dominée.
Le facesitting peut être une forme d'humiliation érotique.

## Pratique
Le facesitting est populaire parmi les partenaires dominant et dominé pour démontrer une supériorité ou une gratification sexuelle.
Si le comportement psychologique des partenaires s'y prête, cela peut également être considéré comme une forme de fétichisme sexuel[réf. nécessaire] ou même une pratique sexuelle BDSM. Dans ce dernier contexte, les partenaires peuvent adjoindre une forme d’étouffement ou d’écrasement ; certains objets peuvent être utilisés et un partenaire peut être attaché, par exemple.
La scatophilie et l'urolagnie peuvent être pratiquées dans cette position.
Il est également pratiqué par les couples comme position pour le cunnilingus dans laquelle le partenaire féminin s'agenouille à califourchon sur la tête de son partenaire. Afin d'éviter les risques d'asphyxie, le partenaire dominé ne doit pas être privé d'air trop longtemps.
La pression exercée par le corps, de l'humidité, des organes génitaux ainsi que l'odeur de l'anus et le noir peuvent être perçus comme sexuellement attirants et compulsifs.
Dans le domaine du bondage, le partenaire soumis peut être attaché et moralement ou physiquement torturé par facesitting.
Durant cette pratique, le dominant peut uriner ce qui peut accroître le plaisir du partenaire soumis.
Cette pratique est aussi très présente chez les Fat Admirers (amateurs de femmes corpulentes), qui y recherchent une sensation d’écrasement extrême, une forme d’humiliation ou encore un désir de retour au ventre maternel.

## Note
1. ↑  Otto Rank, Le Traumatisme de la naissance, éd Payot, Petite Bibliothèque - 2002 (dernière éd.).